# Thomas Daniel Beaven
Thomas Daniel Beaven (* 1. März 1851 in Springfield, Massachusetts, USA; † 25. Oktober 1920) war ein US-amerikanischer Geistlicher und römisch-katholischer Bischof von Springfield.

## Leben
Thomas Daniel Beaven empfing am 18. Dezember 1875 das Sakrament der Priesterweihe für das Bistum Springfield.
Am 9. August 1892 ernannte ihn Papst Leo XIII. zum Bischof von Springfield. Der Erzbischof von Boston, John Joseph Williams, spendete ihm am 18. Oktober desselben Jahres die Bischofsweihe; Mitkonsekratoren waren der Bischof von Manchester, Denis Mary Bradley, und der Koadjutorbischof von Burlington, John Stephen Michaud.